# Julia Frankau
Julia Frankau (née Davis ; 30 juillet 1859 - 17 mars 1916) est une romancière à succès qui écrivit sous le nom de plume de Frank Danby. Son premier roman est publié en 1887 : Dr. Phillips: A Maida Vale Idyll. Sa représentation des Juifs de Londres et de la vie juive et son discours sur l'euthanasie par un médecin sont controversées. Ce roman est suivi par d'autres sous le nom Frank Danby et par des livres sur d'autres sujets parfois écrits sous son propre nom. Frankau continue à écrire jusqu'au moment de sa mort.

## Biographie
Elle est la fille d'Hyman Davis (1824-1875), un photographe portraitiste londonien, bien qu'elle et ses frères et sœurs plus âgés soient nés à Dublin où Davis exerce la profession de dentiste dans les années 1850. De retour à Londres au début des années 1860, la famille Davis vit d'abord dans Bruton Street avant de déménager à Maida Vale.
Elle est la sœur du librettiste Owen Hall (1853-1907) et de la chroniqueuse et écrivaine de mode Mme Aria (1861-1931). Pendant une brève période au cours de son adolescence, elle est instruite à domicile par Laura Lafargue, une fille de Karl Marx,. Un autre de ses frères, Harrie Davis, émigre à New York, où il est employé comme directeur du Gettysburg Cyclorama et poursuit également une carrière journalistique,,.
Elle épouse l'importateur de cigares londonien Arthur Frankau (1849–1904) en 1883. Ils vivent d'abord au 103 Gloucester Terrace (London W), déménageant au 32a Weymouth Street à la fin des années 1880. Ils ont trois fils dont l'auteur Gilbert Frankau (1884-1952) et l'acteur Ronald Frankau (1894-1951). Julia Frankau est ainsi la grand-mère de la romancière Pamela Frankau et de l'actrice Rosemary Frankau, et l'arrière-grand-mère du bibliographe Timothy d'Arch Smith et le scénariste Sam Bain. Leur fille est le don de Cambridge Joan Bennett (1896–1986), l'une des « constellations de critiques » appelées par la défense durant le procès de L'Amant de lady Chatterley. A cet égard, Julia elle-même est reconnue par Mme Belloc Lowndes comme étant « l'une des rares à reconnaître le génie de D.H. Lawrence ».
La sœur de Julia, Florette, épouse l'architecte Marcus E. Collins en 1889, reliant ainsi les familles Davis et Frankau à Arthur Collins du Drury Lane Theatre, directeur théâtral Horace Collins et au metteur en scène Frank Collins. Florette Collins publie un roman en 1906, après quoi ses sœurs lui suggère de se contenter d'être « la beauté de la famille », L'acteur Henry Irving rejoint le cercle familial d'Arthur et Julia Frankau après que Mme Aria devienne sa maîtresse dans les années 1890,.
Au cours des années 1890, Julia Frankau commence à faire des recherches et à écrire sur la gravure, publiant finalement (sous son propre nom) trois livres sur le sujet. Sa sœur Eliza se souvient : « ayant commencé une petite collection de gravures au mezzotint et en pointillé du XVIIIe siècle, elle préférait particulièrement les tirages en couleur anglais pointillé, et parce qu'aucun livre n'existait lui disant ce qu'elle voulait savoir à leur sujet, elle se mit au travail et en a écrit un. » Après qu'elle soit revenue à la fiction - ou, pour reprendre sa propre expression, « retombée dans l'écriture d'un roman » - en 1902, la revue The Sketch trouve « quelque chose de pittoresque dans la pensée que Mme Frankau - qui, en tant que Frank Danby, a récemment a publié cette brillante étude des habitudes (et des mœurs) contemporaines, Pigs in Clover - devrait être, comme elle est sans aucun doute, la plus grande autorité vivante sur ce produit le plus délicat du XVIIIe siècle, l'impression en couleur. »
Le succès commercial de Pigs in Clover, qui coïncide avec un héritage substantiel du défunt frère et partenaire commercial d'Arthur Edwin Frankau (1854-1903), permet à Arthur et Julia Frankau de déménager de Weymouth Street au 11, Clarges Street, ainsi que d'acquérir une retraite en bord de mer nommée Clover Cottage (maintenant le 13 South Cliff, Eastbourne). Leur maison de Clarges Street est occupée à un moment donné par Emma, Lady Hamilton, fournissant ainsi l'inspiration pour Story of Emma, Lady Hamilton de Frank Danby,.

## Dr Phillips
Le premier roman de Frank Danby, publié à l'origine par Vizetelly en 1887, est une satire sociale quelque peu controversée qui se déroule dans le riche monde juif de Maida Vale où l'autrice elle-même - « une fille juive d'une famille anglo-juive d'une orthodoxie irréprochable »  - a grandi. Le magazine Punch déclare : « Cela n'aurait jamais dû être écrit. Ayant été écrit, il n'aurait jamais dû être publié. Ayant été publié, il ne doit pas être lu. » ,
Le Dr Phillips gagne en notoriété pour deux principales raisons. « Les Juifs du roman de Frankau sont répugnants. Ils sont presque sans exception sans instruction, étroits, claniques, vulgaires, matérialistes et insipides. » « Imaginez le choc », se souvient Horace Collins, « quand on a découvert que le livre contenait des personnages aux ressemblances évidentes avec les membres de la famille et les amis de ma mère. Leurs idiosyncrasies et faiblesses avaient été tenues au ridicule avec un esprit mordant et une ironie subtile. ... Le Dr Phillips était, en fait, en avance sur l'époque et pourrait être considéré comme le précurseur du type de roman Smart Society. » 
Le deuxième aspect controversé est la conduite du médecin éponyme, qui administre délibérément une surdose de morphine mortelle à sa femme (juive allemande) dans l'espoir de pouvoir épouser sa maîtresse (gentile), par ailleurs la mère de sa fille illégitime. Au moment de la publication, il a été dit que le Dr Phillips juif fictif (nommé Dr Abrams dans un projet de prépublication) était basé sur le chirurgien juif réel Ernest Abraham Hart, alors rédacteur en chef du British Medical Journal, dont la première femme meurt d'« empoisonnement accidentel » en 1861. Mme Aria insiste sur le fait que Dr Phillips avait « volé dans les plumes de Maida Vale, secoué les squelettes dans les placards et les dames robustes aux tables à cartes, mais n'a jamais mérité le soupçon populaire que le héros inspiré d'une personne réelle. »  D'un autre côté, Mme Belloc Lowndes suggère que les personnages du Dr Phillips sont plus étroitement basés sur des individus réels que ceux de tout autre roman de Frank Danby, rappelant en particulier que le personnage du Dr Phillips « était censé être inspiré d'un médecin bien connu, et il a dû se sentir concerné, car il a acheté et détruit tous les exemplaires qu'il a pu se procurer. » 
« Le scandale du Dr Phillips a été aggravé par la publication, l'année suivante, de Reuben Sachs par Amy Levy (1888). Levy était presque aussi sévère dans sa délimitation des mœurs et des mœurs juives, et les deux œuvres sont devenues liées dans le débat public, la notoriété de chacune renforçant celle de l'autre. » 

## Romans ultérieurs
Mme Aria déclare que The Sphinx's Lawyer est « écrit pour défendre l'indéfendable Oscar Wilde » - elle et Frank Danby ayant toutes les deux, par l'intermédiaire de leur frère Owen Hall, rencontré Wilde dans leur jeunesse. Ce n'est probablement pas par hasard que "Sphinx" est le nom donné par Wilde à leur amie commune et collègue écrivaine Ada Leverson. The Sphinx's Lawyer est dédié à Owen Hall qui, selon son auteur, désapprouvait avec véhémence l'histoire et son sujet. La dédicace imprimée, adressée directement à son frère, remplit une page et demie, insistant sur : « vos sévères critiques ont intensifié ma conviction de la droiture de la cause que je plaide ... J'ai entendu tous vos arguments ; Je sais où j'en suis. C'est au pied du Trône de la Miséricorde, avec mon client à mes côtés, le client de l'avocat du Sphinx. Vous, comme moi, savez ce qu'il était dans sa brillante jeunesse, vous, comme moi, vous savez à quel point il était faible dans ses forces, de ce physique défectueux et de son héritage fâcheux. La pitié était la seule note sans fondement dans le chœur d'exécration qui suivait ce pauvre lépreux jusqu'à sa tombe et au-delà ; pour réveiller la pitié que j'ai écrite. » 
The Heart of a Child (1908) est un conte moins controversé basé sur un scénario conçu par Owen Hall. Il connaît un grand succès commercial en tant que roman, a été tourné deux fois en tant que film et réécrit en 1920 par Gilbert Frankau comme pièce de théâtre - sous cette forme il n'a pas connu le succès, bien que Frankau indique que le roman lui-même percevait encore des redevances à l'été 1939. L'héroïne Sally Snape est jouée par Edna Flugrath dans la première version du film, Alla Nazimova dans la seconde et Renée Kelly dans l'adaptation théâtrale de Gilbert Frankau,,. Son roman le plus populaire est Joseph in Jeopardy (1912).
Twilight est un roman achevé par Frank Danby sur son lit de mort qui porte sur une autrice sur son lit de mort elle-même inspirée pour écrire sur la mort d'une autrice. Le personnage de Jane Vevaseur est une représentation semi-autobiographique de Julia Frankau, tandis que sa sœur aimante Eliza Aria est représentée par le personnage d'Ella Lovegrove. Le titre lui-même est un jeu de mots à double sens sur le dicton « Travaillez pendant que vous avez de la lumière » cité à plusieurs reprises par le narrateur, faisant allusion au fait qu'elle (comme Frank Danby) manque de temps. De plus, il se trouve que le Dr Kennedy, le médecin de Jane Vevaseur, a provoqué la mort de l'écrivain Margaret Capel quelques années auparavant en administrant délibérément une surdose mortelle de ce que le narrateur appelle hyoscine, un médicament connu à l'époque sous le nom de Twilight Sleep. Contrairement au meurtre non détecté du Dr Phillips, celui-ci est mené avec beaucoup de réticence à la demande poignante de la patiente elle-même.

## Publications
- Essays in the Saturday Review
- Dr. Phillips: A Maida Vale Idyll (1887)
- A Babe in Bohemia (1889)
- The Copper Crash (1889)
- Un chapitre de The Fate of Fenella (1891/92), une roman expérimental écrit par 24 auteurs
- Eighteenth Century Colour Prints: An Essay on Certain Stipple Engravers & Their Work in Colour (1900), publié sous son vrai nom
- John Raphael Smith 1752-1812: His Life and Works (1902), publié sous son vrai nom
- Pigs in Clover (1903)
- Eighteenth Century Artists and Engravers: William Ward ARA, James Ward RA (1904), publié sous son vrai nom
- Baccarat (1904)
- The Sphinx's Lawyer (1906)
- A Coquette in Crape (1907)
- The Heart of a Child (1908)
- An Incompleat Etonian (1909)
- Sebastian (1909)
- The Story of Emma, Lady Hamilton (1910), ré-édité ensuite sous le titre Nelson's Legacy
- Let the Roof Fall In (1910)
- Joseph in Jeopardy (1912)
- Full Swing (1914)
- Twilight (1916)
- Mothers and Children (1918), une collection d'histoires inédites rassemblées par son fils Gilbert Frankau